# Kotys VIII
Kotys VIII lub Kotys III, właśc. Gajusz Juliusz Kotys VIII (gr.: Κότυς, Kótys) (zm. 18 n.e.) – król Tracji od 12. Syn króla Tracji, Gajusza Juliusza Remetalkesa I i królowej Pytodoris I.

## Rządy
Kotys VIII należał do trackiej dynastii sapejskiej. Między 1 a 10 r. otrzymał prestiżową godność publiczną. Była nim funkcja eponimicznego archonta w Atenach. Po śmierci ojca objął tron Tracji razem ze stryjem Reskuporisem III, młodszym bratem Remetalkesa I. Po dokonaniu podziału Tracji przez cesarza rzymskiego Oktawiana Augusta, objął lepszą ziemię na południe od Hemus (dziś Stara Płanina), czyli „południowe” królestwo. Znajdowało się tam większość miast. Stryj natomiast otrzymał Ripe Thraciae (Tracki brzeg). Respuporis III nie był zadowolony z otrzymanego działu, ponieważ jego ziemia była uboższa oraz zagrożona najazdami plemion z północy. Wstrzymywał się od jawnego buntu w stosunku do Kotysa VIII. Dopiero po śmierci Oktawiana Augusta, postanowił przejąć kontrolę nad państwem bratanka po roku 14. Rzym postanowił interweniować dyplomatycznie, ale bez skutku. Reskuporis dawał bowiem fałszywe oznaki pojednania. W 18 r. porwał znienacka Kotysa VIII i kazał go zabić. W tym czasie przybył propretor Mezji Latiniusz Panduza z wezwaniem przed obliczem cesarza Tyberiusza w Rzymie. Obawiał się najgorszego. W 19 r. został pojmany i po otrzymaniu kary wygnania w Rzymie zginął zamordowany. Trację podzielono pomiędzy jego syna Remetalkesa II oraz niepełnoletnie dzieci Kotysa VIII. Opiekunem tych ostatnich był rzymski prokurator Trebellenus Rufus, znawca spraw trackich.

## Charakterystyka
Tacyt, historyk rzymski, opisał Kotysa, jako człowieka łagodnego charakteru, dobrej natury i zwyczajów. Rzymski poeta Owidiusz napisał list zaadresowany do niego. Wspominał w nim o jego kulturalnym smaku do literatury, zażądał od niego względów i ochrony jako brat poety.

## Rodzina
Przed 12 r. Kotys VIII poślubił Antonię Tryfenę, księżniczkę pontyjską, córkę króla Pontu i Bosporu Marka Antoniusza Polemona I Eusebesa Sotera i królowej Pontu Pytodoris Filometor. Matka Tryfeny była córką Pytodorosa z Tralles i Antonii, córki triumwira rzymskiego Marka Antoniusza i jego drugiej żony Antonii Hybrydy.
Posiadał z żoną Antonią Tryfeną czworo dzieci (trzech synów i dwie córki):
- Gajusz Juliusz Remetalkes III (zm. 46), późniejszy król Tracji 19-46, aż do aneksji Tracji przez Rzym.
- Gajusz Juliusz Polemon II Filogermanik Filopatris (zm. 69?), późniejszy król Pontu 38-64, aż do aneksji Pontu przez Rzym. Był także królem Bosporu 38-39, ale tylko tytularnie, ponieważ tam rządziła jego siostra Gepaepyris.
- Gajusz Juliusz Kotys IX (zm. 54), późniejszy król Małej Armenii od 38 i Sofene.
- Pytodoris II, żona kuzyna Remetalkesa II, króla Tracji w latach 19-38. Małżeństwo między nimi miało naprawić przeszłe dynastyczne waśnie. Późniejszy los Pytodoris II jest nieznany i wydaje się, że nie miała z mężem jakichkolwiek dzieci.
- Gepaepyris, żona Tyberiusza Juliusza Aspurgosa Filoromajosa, króla Bosporu w latach 8 p.n.e.-37 n.e. Po jego śmierci rządziła krajem od 37 do 39 r. Miała z mężem dwóch synów, przyszłych królów Bosporu:
  - Klaudiusz Mitrydates III (VIII) Filogermanik Filopatris (zm. 68).
  - Tyberiusz Juliusz Kotys I Filokajsar Filoromajos Eusebes (zm. 69).

Antonia Tryfena po śmierci matki rządziła Pontem od 33 do 55 r. Dopuściła do rządów swojego syna Polemona II w 38 r.